# Garcinia zeylanica
Garcinia zeylanica är en tvåhjärtbladig växtart som beskrevs av William Roxburgh. Garcinia zeylanica ingår i släktet Garcinia och familjen Clusiaceae. Inga underarter finns listade i Catalogue of Life.